# St. George's Football Club

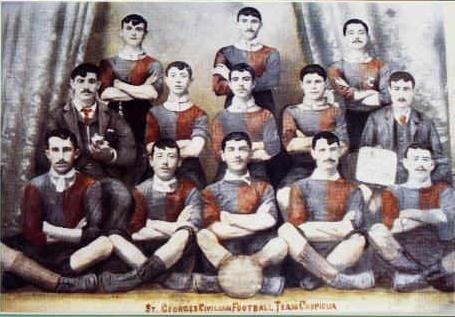
La foto más vieja conocida del club, tomada en 1894 tras derrotar al Floriana FC para ganar la Civilian Champions.

El St. George's FC es un equipo de fútbol de Malta que milita en la Segunda División de Malta, la tercera liga de fútbol más importante del país.

## Historia
Fue fundado en el año 1890 en la ciudad de Cospicua, ubicada en la costa de Malta y es el equipo de fútbol más viejo de Malta, por lo que reclaman los derechos de ser el club pionero de la Liga Civil de Malta.
Iniciaron cuando observaron soldados ingleses jugar fútbol en las barracas Vendala a inicios de la década de los años 1880s, y crearon al club llamado Santa Margherita, junto al St. Andrews y el St. Georges, aunque los tres clubes en 1890 se fusionaron para crear al club actual.
En los primeros años del siglo XX se convirtieron en campeones de la Liga Civil, y consiguieron el doblete en la temporada 1916/17, aunque ese ha sido su único título de liga en la historia.

## Palmarés
- Liga Civil de Malta: 1

1916/17
- Primera División de Malta: 2

1991/92, 2005/06
- Segunda División de Malta: 10

1953/54, 1956/57, 1958/59, 1965/66, 1971/72, 1973/74, 1987/88, 1996/97, 2003/04, 2018/19
- Tercera División de Malta: 1

2002/03
- Copa Maltesa: 3

1911/12, 1916/17, 1926/27
- Copa Navidad: 1

1939/40

## Jugadores destacados
- Josie Fearne[5]
- Johnnie Fearne[5]
- Wenzu Gabaretta[6]
- Leonard Mizzi[7]
- Wenzu Mizzi[8]
- Nenu Scerri[9]